# 希腊国籍法

希腊共和国国徽

希腊国籍法基于血统主义原则。希腊公民身份可以通过血统继承或归化取得。希腊法律允许双重国籍。希腊作为欧盟成员国，国籍持有者享有欧盟公民的权利。
希腊公民享受广泛的通行自由，持有希腊护照可以免签证或落地签证进入190个国家和地区，居全球第20。

## 继承
- 希腊公民的子女出生时自动获得希腊国籍。这同样适用于在希腊出生、其父母已在希腊合法永久居住满五年的儿童。在国外出生、其父母已在希腊合法永久居住满五年的儿童，在成功完成六年小学教育后即可成为希腊公民。在国外出生的希腊人可以无限代传承国籍给他们的后代。

- 非婚生子女，如果母亲是希腊人，则自动获得希腊国籍(参见母系血统)。如果父亲是希腊人，并且可以证明亲子关系(例如通过亲子鉴定)，在该子女年满18周岁前提交其成为希腊公民的申请，则其将获得希腊国籍。年满18周岁的外国人可以通过归化入籍成为希腊公民。

- 希腊父亲的18岁以上子女，如果能够通过适当登记的出生证和结婚证来证明其希腊公民身份传承，则无需归化入籍。

- 境外出生的希腊裔人士，如果不符合作为希腊公民子女的简易登记条件，则可以通过归化入籍获得希腊公民身份。(此规定不包括塞浦路斯的希腊人，他们可以选择获得塞浦路斯公民身份。)申请人必须证明至少有一位父母或祖父母出生时是希腊公民[2]。

## 归化
对于希腊裔和非希腊裔外国人，归化入籍的要求有所不同:
- 希腊裔外国人必须在其居住地的市长或乡村议会面前，在两名希腊公民作为证人的情况下，声明其希望归化入籍。

外国人也可以向其居住地的希腊领事提交此声明，由领事将声明连同相关报告转交给内政部。
- 非希腊裔外国人在提交声明之前，必须在希腊居住满七年。他们还必须向内政部提交入籍申请。

归化入籍外国人的子女，如果在归化程序完成时未婚且未满18周岁，则自动成为希腊公民。
希腊最高法院即国务委员会(Council of State)的法官小组裁定，上述允许在希腊合法居住的外国人在地方选举中投票和参选的公民身份法是违宪的，因为只有希腊人才应被赋予这项权利。

## 通过服兵役或在阿索斯山修道归化
根据管理各军校的特别法律，被希臘軍隊军官学校或非委任军官学校录取的希腊裔人士，或根据管理各军种的法律自愿应征入伍的希腊裔人士，从进入军校或应征入伍时起自动获得希腊国籍。此外，根据希腊宪法，外国人被阿索斯山的任一修道院接纳为修士，也会自动成为希腊公民。

## 双重国籍
希腊允许其公民在希腊国籍之外持有外国国籍。
某些国家(如日本)不允许双重国籍。因此，通过血统主义(jus sanguinis)获得希腊国籍(或任何其他国籍)和日本国籍的成年人，必须在22岁之前声明他们希望保留哪种国籍。但这是日本国籍法的要求，而非希腊国籍法的要求。

## 希腊公民的通行自由

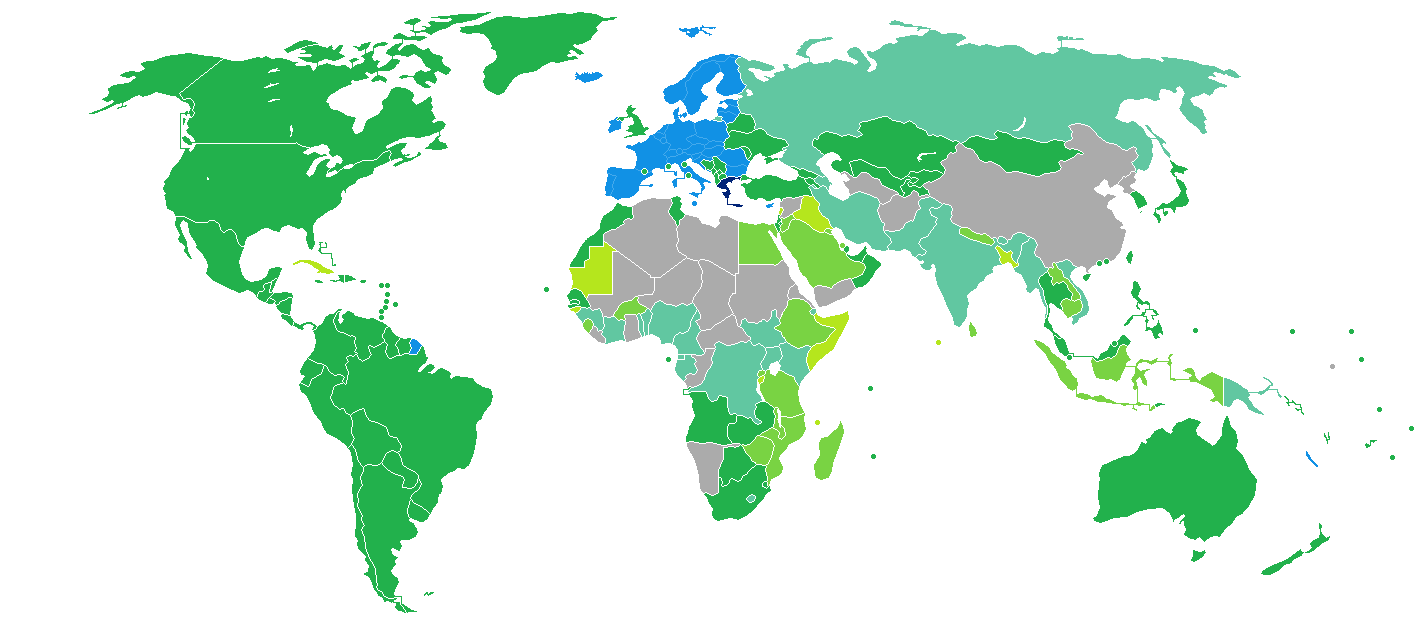
希腊公民的签证要求
希腊
自由迁徙/居住
免签证国家/地区
落地签证
电子签证
落地/电子签证
需要签证

希腊公民的签证要求是指其他国家的主管部门对希腊公民入境所施加的行政限制。根据亨利护照指数，2023年希腊公民可以免签证或落地签证进入190个国家和地区，希腊护照在全球排名第20。
2017年，希腊国籍在国籍质量指数(QNI)中排名第二十一。该指数与签证限制指数不同，后者侧重于包括旅行自由在内的外部因素。除旅行自由外，QNI还考虑内部因素，如和平与稳定、经济实力和人类发展等。